# Titularbistum Senez
Senez ist ein Titularbistum der römisch-katholischen Kirche.
Es geht zurück auf das Bistum Senez in der Stadt Senez, die sich in Frankreich befindet.
| Titularbischöfe von Senez |                             |                                         |                 |                  |
| Nr.                       | Name                        | Amt                                     | von             | bis              |
| 1                         | Erick Toussaint             | Weihbischof in Port-au-Prince (Haiti)   | 12. Januar 2011 | 8. Dezember 2018 |
| 2                         | Alain Guellec               | Weihbischof in Montpellier (Frankreich) | 17. April 2019  | 29. Oktober 2022 |
| 3                         | Thierry Brac de la Perrière | Weihbischof in Lyon (Frankreich)        | 26. Juni 2023   |                  |